# Communauté de communes du pays de Bière
La communauté de communes du pays de Bière est une ancienne communauté de communes française, située dans le département de Seine-et-Marne en région Île-de-France.

## Historique
La Communauté de communes du pays de Bière a été créée le 21 novembre 2001.
Elle disparaît le 1er janvier 2017 à la suite de la création de la communauté d'agglomération du Pays de Fontainebleau qui l'absorbe sauf Villiers-en-Bière qui rejoint la communauté d'agglomération Melun Val de Seine.

## Composition
La communauté située dans l'aire géographique du pays de Bière regroupait des communes du canton de Perthes. Le territoire est situé à l'ouest des pôles urbains de Melun et de Fontainebleau. Cinq de ses communes sont en lisière de la forêt de Fontainebleau.
Elle regroupait dix communes adhérentes au 1er janvier 2013 :
| Nom                     | Code Insee | Gentilé             | Superficie (km2) | Population (dernière pop. légale) | Densité (hab./km2) |
| ----------------------- | ---------- | ------------------- | ---------------- | --------------------------------- | ------------------ |
| Cély (siège)            | 77065      | Célysiens           | 6,19             | 1 156 (2014)                      | 187                |
| Arbonne-la-Forêt        | 77006      | Arbonnais           | 15,08            | 1 044 (2014)                      | 69                 |
| Barbizon                | 77022      | Barbizonnais        | 5,27             | 1 225 (2014)                      | 232                |
| Chailly-en-Bière        | 77069      | Chaillotins         | 13,08            | 2 005 (2014)                      | 153                |
| Fleury-en-Bière         | 77185      | Fleurysiens         | 13,87            | 660 (2014)                        | 48                 |
| Perthes                 | 77359      | Perthois            | 12,22            | 2 097 (2014)                      | 172                |
| Saint-Germain-sur-École | 77412      | Saint-Germanois     | 2,53             | 348 (2014)                        | 138                |
| Saint-Martin-en-Bière   | 77425      | San-Martinois       | 7,81             | 777 (2014)                        | 99                 |
| Saint-Sauveur-sur-École | 77435      | Saint-Salvatoriens  | 7,32             | 1 116 (2014)                      | 152                |
| Villiers-en-Bière       | 77518      | Villiers-en-Bièrois | 10,76            | 221 (2014)                        | 21                 |

## Démographie
| 2010   | 2013   |
| ------ | ------ |
| 10 788 | 10 736 |

## Administration
La communauté est administrée par un conseil communautaire constitué de conseillers municipaux des communes membres.
- Mode de représentation: égalitaire
- Nombre total de délégués: 30 (2013)
- Nombre de délégués par commune: trois délégués par commune
- Soit en moyenne: 1 délégué pour 360 habitants

### Liste des présidents
| Période    | Période       | Identité        | Étiquette | Qualité                                                    |
| ---------- | ------------- | --------------- | --------- | ---------------------------------------------------------- |
| 2008       | avril 2014    | Colette Gabet   |           | Conseiller à la Cour de cassation maire d'Arbonne-la-Forêt |
| avril 2014 | décembre 2016 | Chantal Le Bret |           | Retraité maire de Fleury-en-Bière                          |

### Siège
10 rue du Fief 77930 Cély.

## Compétences
- L'aménagement de l'espace et le développement économique (compétences obligatoires)
- La voirie et l'environnement (compétences optionnelles)
- L'action sociale et l'aide à la gestion communale (compétences facultatives)

Ses compétences ont été élargies à plusieurs reprises :
- 2003 : schéma directeur et de secteur, aménagement rural, transports de voyageurs et scolaires
- 2004 : centres de loisirs
- 2006 : élimination et valorisation des déchets
- 2007 : création d'une école de musique intercommunale
- 2013 : communications électroniques[1].

La communauté est par ailleurs membre du syndicat mite du parc naturel régional du Gâtinais et participe à ses actions.